# Mediterrane woelmuis
De mediterrane woelmuis, Levantijnse woelmuis of mediterrane veldmuis (Microtus guentheri) is een soort woelmuis, die enkel voorkomt in het oostelijke Middellandse Zeegebied.

## Kenmerken
De mediterrane woelmuis heeft een donkerbruine vacht, met een grijswitte buikzijde. De korte staart en achterpoten zijn lichter gekleurd dan de rest van het lichaam. De staart is tweekleurig, bleekbruin op de bovenzijde, vuilwit op de onderzijde. De achterpoten zijn bijna wit van kleur. De mediterrane woelmuis is 100 tot 154 millimeter lang en 32 tot 68 gram zwaar. De staart is 20 tot 29 millimeter lang.

## Leefwijze
Het is voornamelijk een nachtdier, dat overdag verblijft in zijn gangenstelsel. Het gangenstelsel kent drie tot acht gangen en meerdere kamers, waaronder een nestkamer en één à twee voorraadkamers. Mediterrane woelmuizen leven in familiegroepjes van vier tot zes dieren. Het nest wordt gemaakt van zacht hooi. De gangen liggen niet diep onder de grond, tot op twintig centimeter diep. De mediterrane woelmuis voedt zich met gras, wortelen, jonge scheuten, bessen en zaden.

## Voortplanting
Ook de mediterrane woelmuis kent bevolkingsexplosies. Na een draagtijd van 18 tot 23 dagen worden één tot acht jongen geboren. Jonge dieren eten voor het eerst vast voedsel na vijftien dagen. Na twintig dagen zijn ze geslachtsrijp en na vijf weken zijn ze zelfstandig. Ze worden tot twee jaar oud.

## Verspreiding
De mediterrane woelmuis komt voor van Bulgarije, Noord-Macedonië, Servië en Montenegro en Griekenland via Turkije tot Israël, Libanon en Syrië. Hij komt voor in graslanden, waaronder ook landbouwgebieden.